# وورلد بي فري
وورلد بي فري (بالإنجليزية: World B. Free)‏ مواليد 9 ديسمبر 1953 في أتلانتا، هو لاعب كرة سلة أمريكي معتزل بدأ مسيرته الاحترافية في سنة 1975. تم اختياره من قبل فريق فيلادلفيا سفنتي سيكسرز خلال الدرافت. يبلغ طوله 6 قدم 2 بوصة (1.9 م). اعتزل اللعب في 1991. أحرز خلال مسيرته في الإن بي إيه 17955 نقطة بمعدل 20.3 نقطة في المباراة الواحدة.

## المسيرة الاحترافية
لعب مع فيلادلفيا سفنتي سيكسرز من سنة 1975 إلى 1978، ثم لعب مع لوس أنجلوس كليبرز من سنة 1978 إلى 1980، ثم لعب مع غولدن ستايت ووريورز من سنة 1980 إلى 1983، ثم لعب مع كليفلاند كافالييرز من سنة 1982 إلى 1987، ثم لعب مع فيلادلفيا سفنتي سيكسرز في موسم 1986–1987، ثم لعب مع هيوستن روكتس في موسم 1987–1988.

## روابط خارجية
- وورلد بي فري على موقع إن بي أي (الإنجليزية)
- وورلد بي فري على موقع سبورتس رفرنس (الإنجليزية)
- وورلد بي فري على موقع ريلجم (الإنجليزية)
- وورلد بي فري على موقع بروبوليرز (الإنجليزية)